# ایگور کراچوک
ایگور کراچوک (روسی: Игорь Александрович Кравчук؛ زادهٔ ۱۳ سپتامبر ۱۹۶۶) بازیکن هاکی روی یخ اهل روسیه است.
از باشگاه‌هایی که در آن بازی کرده‌است می‌توان به کلگری فلیمس و ادمونتون اویلرز اشاره کرد.